# Supinált cipő
A supinált cipő (kifelé döntött sarkú cipő) egy olyan belső formával és speciális konstrukcióval kialakított cipő, amely azt a célt szolgálja, hogy a gyerekek bokája ne tudjon befelé dőlni.

## Supináció
A supináció vagy szupináció azt jelenti, hogy a talpat enyhén befelé fordítjuk, ez a lábbelikben egy kis ékkel érik el, aminek a vastagabbik része belül helyezkedik el. A cipő talpa belül magasabb 3-4 mm-el mint kívül, így a gyermek lábát segíti, hogy a külső talpélre terheljen. Az ilyen cipő a gyermekkori laposláb kezelésében használatos.
A supinált cipőkre jellemző, hogy:
1. döntött talppal készülnek,
2. magasan vezetett erősített kéreggel rendelkeznek, ami a gyerek lábának stabilitást és biztonságot kölcsönöz.
3. a cipő körülöleli a gyerekláb külső és belső lábfejének oldalát, ezáltal stabilizálja a lábtő csontokat.
4. a speciális sarok, a korrigált helyzettel a boltozat kialakulását segíti.
5. a gyenge talpizmokat (melynek feladata a boltozatok fenntartása) aktív működésre kényszeríti.
6. a gyermek láb vagy lábszárfájdalma a supinált cipő használatával megszűnik.
7. a kifelé döntött sarok nem ad lehetőséget a saroktengely módosulására.